# Elaphoglossum apiculatum
Elaphoglossum apiculatum är en träjonväxtart som beskrevs av Holtt. Elaphoglossum apiculatum ingår i släktet Elaphoglossum och familjen Dryopteridaceae. Inga underarter finns listade.